# Alstom
Alstom este un grup industrial francez care activează în domeniul producției și transportului energiei electrice și în infrastructura feroviară. În anul fiscal 2015/2016, grupul raporta vânzări în valoare de 6,9 miliarde de euro și venituri din operațiuni cu o valoare de 1,424 milioane de euro. Compania are aproximativ 31.000 de angajați, fiind prezentă în aproximativ 100 de țări, la nivel global.  
Sediul central al companiei se află la Paris, în Saint-Ouen. Directorul General (CEO) al Alstom este Henri Poupart-Lafarge. Activitatea companiei cuprinde domeniile de producție și transport pentru energie electrică și infrastructură feroviară și produce turbine pentru centrale hidroelectrice, nucleare, eoliene sau pentru centrale termice pe bază de gaz sau cărbune. 
Produsele companiei includ infrastructură pentru rețele electrice la scală largă și sisteme termice geotermale sau solar-termale. Alstom activează și în industria feroviară, fiind unul dintre producătorii importanți de trenuri, cu activitate în domeniile transportului de pasageri, semnalizării și locomotivelor. Produsele sale din acest sector includ trenurile de mare viteză AGV, TGV, Eurostar și Pendolino, dar și tramvaiele Citadis.

## Istorie
Compania (înființată inițial sub numele de Alsthom) a luat naștere în anul 1928 prin fuziunea companiilor Compagnie Française Thomson Houston și Société Alsacienne de Constructions Mécaniques. Printre achizițiile semnificative de-a lungul istoriei sale se numără Constructions Electriques de France (1932), compania producătoare de nave Chantiers de l'Atlantique (1976) și o parte din ACEC SA (achiziție realizată la finalul anului 1980). În anul 1989 a fost înființată GEC-Alstom, printr-o fuziune a Alstom cu General Electric Company plc (UK). Începând cu anul 1998, compania funcționează sub numele Alstom.
În 2014, guvernul francez a aprobat preluarea de către grupul industrial american, General Electric, a activelor din domeniul energiei deținute de compania Alstom, tranzacție evaluată la 12,4 miliarde de euro. Guvernul francez și grupul de construcții Bouygues au ajuns in iunie anul acesta, la un acord privind ultima condiție de aprobare a tranzacției. Guvernul va avea timp de 20 de luni opțiunea de a cumpăra o participație de până la 20% din acțiunile Alstom, din pachetul de 29,3% deținut de Bouygues, cu un discount de 2-5% față de prețul acțiunilor, după ce acestea ajung la 35 de euro sau mai mult pe bursă. GE va prelua cea mai mare parte a activelor din energie ale Alstom, inclusiv producția de turbine pe gaz și abur, și va vinde companiei franceze operațiunile de sisteme de semnalizare pentru cale ferată. Tranzacția prevede și înființarea de companii mixte în Franța care să preia activele Alstom de rețele electrice, energie regenerabilă și o a treia pentru turbinele pentru centrale nucleare. 

## Alstom în România
Alstom este prezent în România de peste 20 de ani și activează în domeniul energetic și al transportului. Alstom furnizează echipamente, servicii, soluții integrate și proiecte complexe pentru clienții săi din România, centrale electrice și clienți industriali, în domeniul producerii și transportului energiei, precum și transportului feroviar. În centrele de producție și birourile din București compania are aproximativ 1.000 de angajați. În România, Alstom derulează proiecte de reabilitare bazate pe tehnologii avansate în sectoarele Power, Transport și Grid. Compania are sediul central în București, iar președintele Alstom România este Gilbert Porcherot. 
În România Alstom oferă servicii în sectoarele:
- Alstom Power[11], care furnizează tehnologii și expertiză pentru reabilitarea completă a termocentralelor și hidrocentralelor, termocentrale și centrale                     pentru producerea energiei din surse regenerabile la cheie, precum și servicii de mentenanță.
- Alstom Transport este un furnizor cheie de sisteme de semnalizare în România, oferind soluțiile pentru sistemul feroviar ERTMS (Sistemul European de               Management al Traficului Feroviar) către CFR S.A. și servicii de mentenanță către Metrorex.
- Alstom Grid oferă produse, servicii și soluții integrate de management al energiei electrice, de la producerea energiei electrice, la rețelele de transport și             distribuție și până la consumatorul final.

Compania deține patru entități juridice pe piața românească: Alstom Infrastructure România (AIRO), Alstom General Turbo (AGT), Alstom Transport (ATRO), Alstom Grid România (AGRO). 

## Evoluția Alstom în România
Povestea Alstom în România începe încă din anul 1968, când statul român a achiziționat licențele pentru Turbina Rateau-Schenider și pentru generatorul Alstom 330 MW. În timpul regimului comunist, România și-a modernizat rețeaua electrică și a instalat peste 5.000 MW, Alstom fiind producătorul original de echipamente. Alstom contribuie de peste 40 de ani la dezvoltarea industriei românești în sectorul energetic și al transportului. 
| 1968      | România achiziționează licențele pentru turbina Rateau-Schneider și pentru generatorul Alstom de 330 MW                                                                      |
| 1968-1989 | România instalează peste 5.000 MW, iar Alstom este producătorul original de echipamente                                                                                      |
| 1994      | Este înființată asociația prin participațiune GEC Alsthom Faur Transport: GEC Alsthom France (80% din acțiuni), Faur S.A. (13% din acțiuni) și SIF Muntenia (7% din acțiuni) |
| 1996      | Este înființată asociația prin participațiune GEC Alsthom General Turbo – 51% GEC Alsthom și 49% General Turbo                                                               |
| 1999      | GEC Alsthom General Turbo își schimbă denumirea în Alstom General Turbo SA                                                                                                   |
| 2000      | Este înființată Alstom Power România SRL (APRO) |
| 2004      | Este înființată Areva T&D SA France – Sucursala București |
| 2007      | Este creat centrul pentru sisteme de control al mediului (ECS: Environmental Control Systems), sub entitatea juridică Alstom Power România SRL                               |
| 2008      | Este înființată Areva T&D România SRL. |
| 2009      | Alstom Power România: este creată organizația Local Service Center, care oferă servicii on-site pentru activități la nivel global                                            |
| 2010      | Alstom Power Romania SRL devine Alstom Infrastructure Romania SRL; Este înființată Alstom Grid România SRL                                                                   |
| 2011      | Se deschide unitatea pentru soluții de management al rețelelor (NMS: Network Management Solutions) în București                                                              |

## Proiecte
În România, Alstom derulează, în prezent, opt proiecte importante, printre care contractul semnat cu Metrorex în 2004, valabil timp de 15 ani, sau lucrările la instalațiile de desulfurare la Unitatea 4 a termocentralei Rovinari. 
Principalele proiecte dezvoltate pe plan local cuprind:
În sectorul Power:
- 2011: Lucrările la instalația de desulfurare a Unității 4 a termocentralei Rovinari;
- 2012: Instalațiile de desulfurare ale Unităților 1 și 2 ale termocentralei Craiova II;

În sectorul Transport:
- 2014: Contractul de mentenanță pentru metroul din București, semnat cu Metrorex în 2004;
- 2012: Pentru segmentul km 614-Curtici (electrificare, semnalizare);
- 2012: Contractele cu Căile Ferate Române pentru segmentul Coșlariu-Micăsasa (electrificare, furnizare de energie electrică, telecom);
- 2013: Pentru segmentul Simeria-Vințu de Jos (electrificare, telecom, sistem de informare a călătorilor);
- 2014: Contract cu CFR pentru segmentul de cale ferată de mare viteză Sighișoara-Coșlariu-Simeria: soluția de semnalizare Atlas 200 (ERTMS Nivelul 2)[14].

În sectorul Grid:
- 2012: Dezvoltarea unui Sistem European de Management al Traficului Feroviar/ERTMS/pe tronsonul km 614 – Curtici;
- 2013: Reabilitarea stației electrice Tulcea Vest de 400 kV și a stației electrice Mănăștur.